# IT-Portfoliomanagement
Das IT-Portfoliomanagement ist eine Arbeitsdisziplin für die systematische Verwaltung und Weiterentwicklung eines IT-Portfolios. 
Für große Industrieunternehmen und Banken ist das IT-Portfolio eine Gesamtübersicht aller IT-Anwendungen, IT-Projekte und IT-Mitarbeiterkompetenzen. Der Begriff geht möglicherweise auf einen Aufsatz von F. W. McFarlan zurück. Das IT-Anwendungsportfolio enthält bestehende Systeme, das IT-Projektportfolio die Neu- und Weiterentwicklung von Anwendungen oder Infrastruktur-Komponenten und das IT-Mitarbeiterportfolio die Mitarbeiterkompetenzen. 
Im Unterschied zu den Inhalten des Finanzportfolios lassen sich IT-Investitionen nicht problemlos in Bargeld umwandeln. Daher sind die Beurteilungsmaßstäbe sowohl wirtschaftlicher als auch strategischer Natur, beispielsweise in der Beurteilung von Wettbewerbsvorteilen. Sie werden beispielsweise in Form einer Balanced Scorecard erfasst.